# Phyllogomphoides imperator
Phyllogomphoides imperator – gatunek ważki z rodziny gadziogłówkowatych (Gomphidae). Występuje na terenie Ameryki Południowej.